# Vlaams-nationalisme

Vlaanderen in België

Vlaams-nationalisme is een nationalistische politieke stroming die streeft naar de culturele, economische en politieke onafhankelijkheid van Vlaanderen. Het Vlaams-nationalisme ontstond uit de Vlaamse beweging en is een dominante stroming in België.

## Uitgangspunten
Het Vlaams-nationalisme ijvert doorgaans voor een onafhankelijk Vlaanderen, al dan niet binnen een Belgische confederatie. Dit is anders bij het regionalisme waarbij men meer bestuurlijke autonomie beoogt. Ook wenst men het Vlaams identiteitsgevoel te versterken door verschillende culturele, politieke en economische initiatieven. Enkele voorbeelden hiervan zijn: het oprichten van een Vlaamse grondwet, het subsidiëren van initiatieven voor de Vlaamse feestdag en de publieke omroep aanzetten om zich meer 'Vlaams' op te stellen.

Vlaams-nationalisten zijn vaak ook republikeinen en wensen de Belgische monarchie af te schaffen. Zo stelt de N-VA dat: 
"We kiezen voluit voor een parlementaire democratie. De monarchie dooft uit met het huidige regerende staatshoofd. Koning Filip is de laatste vorst. Er worden geen adellijke titels meer toegekend."

## Geschiedenis

### Eerste Wereldoorlog
Dit onafhankelijkheidsstreven is ontstaan tijdens de Eerste Wereldoorlog. Voor dit conflict bestond er geen separatistische partij, tijdschrift of organisatie. Koning Albert I van België had bij de inval van de Duitse troepen gevraagd om de Guldensporenslag te herdenken. Hij en zijn raadgevers hoopten op een Belgische reflex van de Vlaamse beweging (en van alle andere politieke stromingen) zodat zij geen defaitistische ideeën zouden verspreiden, maar zich bijvoorbeeld massaal als vrijwilliger zouden aanbieden. Men noemt dit concept "Godsvrede": het staken van alle (partij)politieke en sociale twisten, zolang de oorlog duurt.
Dat was echter buiten de Duitse bezetter gerekend. De flamenpolitik van de Duitse bezettende macht speelde immers een beslissende rol bij het ontstaan van het activisme en dus bij dat van het Vlaams-nationalisme. Door allerlei vooroorlogse Vlaamse eisen in te willigen, hoopten de Duitsers de Vlaamse bevolking voor zich te winnen (of, minstens, een deel van de Vlaamse beweging). Via de activisten hoopte men België te kunnen blijven beheersen. De architect van de Flamenpolitik was gouverneur-generaal Moritz von Bissing.
Een eerste belangrijke verwezenlijking van de Flamenpolitik, die gevoerd werd buiten medeweten van de activisten om, was de vernederlandsing van de Franstalige universiteit van Gent in oktober 1916, een oude eis van de flaminganten, iets wat pas in het jaar 1930 definitief zou gebeuren. In februari 1917 richtte de Duitse regering een marionettenregering op om het activisme internationale legitimiteit te verschaffen: de Raad van Vlaanderen. Op 21 maart 1917 werd door von Bissing de geambieerde bestuurlijke scheiding tussen Vlaanderen en Wallonië doorgevoerd.

### Interbellum
Het einde van de activistische Vlaamse Beweging valt samen met het einde van de Eerste Wereldoorlog. Op 11 november 1918 en volgende dagen werden te Gent huizen van activisten geplunderd. Een woedende menigte verzamelde aan Het Studentenhuis in de Sint-Pietersnieuwstraat dat bijna in brand werd gestoken. De leiders werden gearresteerd of gingen in ballingschap. Deze laatsten werden meestal bij verstek ter dood veroordeeld. De Vlaamse Beweging groeide verder uit de twee andere takken: de passivisten en de Frontbeweging, ook al bestond er soms overlapping tussen de verschillende strekkingen (cfr. de Sublieme Deserteurs en de Bormsverkiezing).
Tijdens de oorlog was er verbolgenheid ontstaan onder Vlaamse intellectuelen die zelf aan het front stonden, en het onrecht zagen dat het Vlaamse volk daar aangedaan werd, of beter gezegd: de taaltoestanden die te wensen overlieten. Onder invloed van de Duitse politiek, die de Vlaamsgezinden lokte en omdat de Belgische regering naliet krachtdadig op die politiek te reageren - bijvoorbeeld door een vernederlandsing van de universiteit van Gent nà de oorlog te beloven - radicaliseerde de frontbeweging en sympathiseerde ze met het activisme.
Na de Eerste Wereldoorlog werd de Frontbeweging herdoopt tot de "Frontpartij" en vormde de eerste Vlaams-nationalistische fractie in het Belgische parlement. Deze frontpartij zou zich na de oorlog ontpoppen tot de geestelijke erfgenaam van het activisme. De oud-activisten verbleven immers in ballingschap, of waren veroordeeld, waardoor ze niet aan politiek konden doen. De partij scheurde uiteindelijk uiteen in diverse nieuwe partijen die elk een andere ideologie nastreefden. Een deel sloot zich aan bij het Verbond van Dietsche Nationaal Solidaristen (Verdinaso) van Joris van Severen. Anderen zochten hun heil in het Vlaamsch Nationaal Verbond (VNV) van Staf Declercq.

### Tweede Wereldoorlog
Tijdens de Tweede Wereldoorlog ging het VNV over tot collaboratie met de nazi's. De Duitsers zetten gewoon hun Flamenpolitik door. Na de oorlog volgde de afrekening tijdens de repressie en lag het Vlaams-nationalisme op politiek vlak jarenlang buitenspel.
Wim de Wit als voorzitter van de IJzerwake heeft al meerdere malen geargumenteerd dat de kopstukken van de Vlaamse Beweging tijdens de Tweede Wereldoorlog zich steeds langs de kant van de geallieerden hebben geschaard en zich in Londen bevonden gedurende de bezetting van België (en daarbij Vlaanderen) en dat het Vlaams-nationalisme hierdoor volgens hem geen fascistische strekking is.
De oorsprong van het Vlaams-nationalisme tijdens deze periode wordt hedendaags nog steeds besproken, waarin sommigen van mening zijn dat dit in deze periode een fascistische strekking was, niet geholpen door de Vlaamse strijdvlag, die zij als "collaboratievlag" zien. Anderen daarentegen (waaronder de partijen N-VA en Vlaams Belang) zijn van mening dat deze vlag tijdens de Tweede Wereldoorlog "gebruikt" werd als propaganda en Flamenpolitik om nationalisten aan te trekken tot de SS.

### Tweede helft 20e eeuw
Pogingen, zoals de Vlaamse Concentratie en de Christelijke Vlaamse Volksunie, om met een nieuwe partijpolitieke formatie van wal te steken hadden weinig succes. De in 1954 opgerichte Volksunie had meer bijval en werd een factor waarmee rekening diende gehouden te worden in de Belgische politiek. Ze groeide uit van een zweeppartij tot een beleidspartij.
De rechtse en radicaal anti-Belgische vleugel van de formatie scheurde zich af na de goedkeuring van het Egmontpact. Twee partijen, de Vlaams Nationale Partij en de Vlaamse Volkspartij, respectievelijk onder leiding van Karel Dillen en Lode Claes, vormden de basis van wat in 1978 het Vlaams Blok werd (sinds 14 november 2004) Vlaams Belang.
De populariteit van de Volksunie bleef dalen en kon zich niet meer herstellen. In 1992 stapte een deel van de mandatarissen onder leiding van voorzitter Jaak Gabriëls over naar de VLD via het vehikel van Centrum voor Politieke Vernieuwing.

### 21e eeuw
In 2001 viel de partij na hoog oplaaiende spanningen uit elkaar. De rechtse, nationalistische vleugel richtte onder leiding van Geert Bourgeois de Nieuw-Vlaamse Alliantie op. De links-liberale confederalistische vleugel sloot zich aan bij de VLD, of Spirit (sinds 1 januari 2009 de Sociaal-Liberale Partij en daarna opgegaan in Groen). Anno 2010 is het Vlaams-nationalisme zeer sterk aanwezig en wordt in het parlement vertegenwoordigd door twee partijen. De N-VA is de grootste Vlaams-nationalistische partij van het land en zit in de Vlaamse Regering. De oppositiepartij Vlaams Belang zetelt in het Vlaams Parlement en het Federaal Parlement van België. Verder bestaat er ook nog Lijst Dedecker, een partij die een zeer verregaand confederalisme nastreeft. De leuze van de partij luidt "Met België als het kan, zonder Wallonië als het moet."

## Organisaties
Bij de term Vlaams-nationalisme wordt meteen aan vendelzwaaiers en grote leeuwenvlaggen gedacht, maar dit vormt slechts een onderdeel van de folklore van het Vlaams-nationalisme.
Politieke partijen
- Nieuw-Vlaamse Alliantie (N-VA): rechts conservatisme en op veel punten ook humanistisch-christelijk gericht. Streeft naar een onafhankelijk Vlaanderen.
- Vlaams Belang: rechts-conservatief, vaak gekarakteriseerd als extreemrechts, radicaal, met verschillende strekkingen: Filip Dewinter en Filip De Man (rechts-radicaal), Gerolf Annemans (traditionele Vlaams-nationalisme), Alexandra Colen (katholiek, rechts-conservatief en neoliberaal).

Verenigingen
- Algemeen Nederlands Zangverbond
- IJzerbedevaartcomité
- IJzerwake
- Katholiek Vlaams Hoogstudentenverbond
- Nationalistisch JongStudentenVerbond
- Nationalistische Studentenvereniging
- Roze Leeuwen
- Schild & Vrienden
- Taal Aktie Komitee
- Vlaams Nationaal Jeugdverbond
- Vlaams-Socialistische Beweging
- Vlaamse Volksbeweging
- Voorpost

Media
- 't Pallieterke
- Doorbraak
- Meervoud
- Ons Leven
- SCEPTR